# Stephen Brush
Stephen G. Brush (* 12. Februar 1935) ist ein US-amerikanischer Physiker und Wissenschaftshistoriker.

## Leben
Brush studierte Physik und Chemie an der Harvard University (Bachelor 1955) und der Oxford University, wo er 1958 promovierte. Er ist seit 1968 Professor an der University of Maryland, College Park, zurzeit als Distinguished Professor for the History of Science.
Brush gehört seit den 1960er Jahren zu den führenden Wissenschaftshistorikern auf dem Gebiet der statistischen Mechanik und Thermodynamik, aber auch zum Beispiel der Geophysik (Geschichte der Planetesimal-Theorie der Entstehung der Planeten, der Entdeckung des Erdkerns durch seismische Wellen, der Theorien des Ursprungs des Mondes, Theorien des Alters der Erde). Seine Arbeiten zur Geschichte der Thermodynamik begannen 1957/58 in einer Reihe von Aufsätzen in Annals of Science (Development of the kinetic theory of gases), als er auf vergessene Vorläufer der kinetischen Theorie wie John Herapath und John James Waterston (der in einer von der Royal Society zurückgewiesenen Arbeit 1845 den Gleichverteilungssatz formulierte) aufmerksam machte. 1964 gab er die Vorlesungen von Ludwig Boltzmann über Gastheorie in englischer Übersetzung heraus und er veröffentlichte auch mehrere Reprint-Bände mit klassischen Arbeiten aus der statistischen Mechanik.
In den 2000er-Jahren beschäftigt er sich besonders mit interdisziplinären Studien über die Frage, warum wissenschaftliche Theorien wie die Relativitätstheorie oder Mendelejews Periodisches System der Elemente sich durchsetzten.
Brush selbst arbeitete in statistischer Mechanik und Plasmaphysik in den 1950er- und 1960er-Jahren unter anderem im Lawrence Livermore National Laboratory. Er ist ein Befürworter der Verwendung der Physikgeschichte im Unterricht von Schulen und war an der Entwicklung eines entsprechenden Projekts in Harvard beteiligt.
Für sein Buch The Kind of Motion We Call Heat von 1976 erhielt er den Pfizer Award als bestes Buch über Wissenschaftsgeschichte. 1974 veröffentlichte er in der Zeitschrift Science einen kritischen Beitrag über die Vorstellung des Physikers als „neutralem Faktenfinder“.
2009 erhielt er den Abraham-Pais-Preis für Wissenschaftsgeschichte der American Physical Society, deren Fellow er 1977 wurde. 1981 wurde er zum Fellow der American Association for the Advancement of Science gewählt. Er ist Gründer und Mitherausgeber des APS History of Physics Newsletter. Er war Präsident der History of Science Society und ist Mitglied der Academie Internationale d´Histoire des Sciences in Paris.

## Schriften
Zur Geschichte der Statistischen Mechanik:
- Kinetische Theorie. Einführung und Originaltexte. Akademie Verlag, WTB, Berlin 1970, Band 1: Die Natur der Gase und der Wärme (Auszüge von Arbeiten von Robert Boyle, Isaac Newton, Daniel Bernoulli, George Gregory, Robert Mayer, James Prescott Joule, James Clerk Maxwell, Rudolf Clausius, Hermann von Helmholtz mit Kommentar von Brush), Band 2, Irreversible Prozesse (Auszüge von Arbeiten Maxwell, Lord Kelvin, Boltzmann, Henri Poincaré, Ernst Zermelo), englisches Original:
- Kinetic Theory. Oxford, Pergamon Press, Band 1 (The nature of gases and of heat), 1965, Band 2 (Irreversible Processes), 1966, Band 3, The Chapman-Enskog Theory of the transport equation of moderately dense gases (Arbeiten von David Enskog, Sydney Chapman, David Hilbert), 1972
- The Kind of Motion We Call Heat – A History of the Kinetic Theory of Gases in the 19th Century. North Holland 1976, 2 Bände
- Statistical Physics and the Atomic Theory of Matter from Boyle and Newton to Landau and Onsager. Princeton University Press, 1983
- The Kinetic Theory of Gases – An Anthology of Classical Papers with Commentary. Imperial College Press 2003
- History of the Lenz-Ising Model. In: Reviews of Modern Physics, Band 39, 1967, S. 883
- Herausgeber mit Elizabeth Garber, C. W. F. Everitt: Maxwell on Molecules and Gases. MIT Press 1986 (aus dem wissenschaftlichen Briefwechsel Maxwells)
- Herausgeber mit Garber, Everitt: Maxwell on Heat and Statistical Mechanics, on Avoiding All „Personal Inquiries“ of Molecules. Lehigh University Press 1995

Zur Geschichte der Geophysik:
- Theories of Origins of the Solar System 1956–1985. In: Reviews of Modern Physics, Band 62, 1990, S. 42–112
- A History of Modern Planetary Physics. 3 Bände, Cambridge University Physics 1995
- Discovery of the Earth’s Core. In: American Journal of Physics,  Band 48, 1980, S. 705
- mit Helmut Landsberg: History of Geophysics and Meteorology – an annotated bibliography. New York, Garland 1985
- mit C. S. Gillmor: Geophysics. In: Brown, Pais, Pippard (Herausgeber): Twentieth Century Physics. IOP 1995

Zur Wissenschaftsgeschichte:
- mit Gerald Holton: Introduction to Concepts and Theories in the Physical Sciences. 2. Auflage, Addison-Wesley 1973 (Neuauflage des Buches von Holton von 1952), Princeton University Press 1985, 3. Auflage als: Physics. the human adventure, from Copernicus to Einstein and beyond. Rutgers University Press 2001, ISBN 0-8135-2908-5
- The History of Modern Science. A Guide to the Second Scientific Revolution 1800–1950. Iowa State University Press 1988
- Die Temperatur der Geschichte. Wissenschaftliche und kulturelle Phasen im 19. Jahrhundert. Vieweg 1987 (englisches Original The temperature of history. New York, Franklin 1978)
- Herausgeber: Maxwell on Saturns Rings. Maxwells Unpublished Manuscripts and Letters on the Stability of Saturn’s Rings. MIT Press 1983
- mit Lanfranco Belloni: The History of Modern Physics. An Annotated Bibliography. New York, Garland 1983
- Herausgeber: History of Physics. Selected Reprints. American Association of Physics Teachers, College Park 1988